# Hotel Valentine
Hotel Valentine è il terzo album in studio del gruppo musicale statunitense-giapponese Cibo Matto, pubblicato nel 2014.

## Tracce
1. Check In – 3:14
2. Déjà Vu – 4:18
3. 10th Floor Ghost Girl – 3:33
4. Emerald Tuesday – 3:19
5. MFN – 3:28
6. Hotel Valentine – 3:42
7. Empty Pool – 4:11
8. Lobby – 3:59
9. Housekeeping – 4:01
10. Check Out – 3:16